# Liste des évêques de Harrisburg
Cette page présente la liste des évêques de Harrisburg. Le diocèse de Harrisburg (Dioecesis Harrisburgensis) est une juridiction de l'Église catholique, situé en Pennsylvanie et créé le 3 mars 1868, par détachement de celui de Philadelphie.

## Sont évêques
- 3 mars 1868-† 24 septembre 1886 : Jérémiah Shanahan (Jérémiah Francis Shanahan)
- 24 septembre 1886-6 décembre 1887 : siège vacant
- 6 décembre 1887-† 25 juillet 1898 : Thomas McGovern
- 2 janvier 1899-† 19 février 1916 : John Shanahan (John Walter Shanahan)
- 10 juillet 1916-† 11 novembre 1935 : Philip McDevitt (Philip Richard McDevitt)
- 19 décembre 1935-29 octobre 1971 : George Leech (George Léo Leech)
- 19 octobre 1971-† 2 septembre 1983 : Joseph Daley (Joseph Thomas Daley)
- 10 novembre 1983-11 avril 1989 : William Keeler (William Henry Keeler)
- 21 novembre 1989-† 5 mars 2004 : Nicholas Dattilo (Nicholas Carmen Dattilo)
- 14 octobre 2004-14 novembre 2009 : Kevin Rhoades (Kevin Carl Rhoades)
- 22 juin 2010-† 5 mars 2013[1]  : Joseph McFadden (Joseph Patrick McFadden)
- depuis le 24 janvier 2014[2] : Ronald Gainer (Ronald William Gainer)

## Sources
- Fiche du diocèse sur catholic-hierarchy.org.